# 신타카토쿠역
신타카토쿠역(일본어: 新高徳駅)은 일본 도치기현 닛코시에 있는 도부 철도 기누가와 선의 역이다. 역 번호는 TN 53이다.

## 역사
- 1917년 11월 1일: 시모쓰케 궤도(후, 시모 전기 철도로 사명 변경) 다카토쿠역으로 개업.
- 1924년 3월 1일: 시모쓰케 전기철도 야이타 선 개통, 환승역이 됨.
- 1929년 10월 22일: 신타카토쿠역으로 역명 변경.
- 1943년 5월 1일: 도부 철도가 시모쓰케 전기철도를 매수하여 도부 철도의 역이 됨.
- 1959년 6월 30일: 야이타 선 폐지.
- 2017년 4월 21일: 특급 "케곤" 정차 개시.

## 역 구조
섬식 승강장 1면 2선의 지상역이다. 상하행 열차가 교행을 한다. 역사는 선로의 동쪽에 있고. 승강장은 과선교에서 연결된다.

### 승강장
| 번호 | 노선        | 방향 | 행선                                                                                    |
| ---- | ----------- | ---- | --------------------------------------------------------------------------------------- |
| 1    | 기누가와 선 | 하행 | 시모이마이치・ 도부 스카이트리 라인 가스카베・기타센주・ 도쿄 스카이트리・아사쿠사 방면 |
| 2    | 기누가와 선 | 상행 | 기누가와온센・■ 야간 철도선 아이즈코겐오제구치・ ■아이즈 철도선 아이즈타지마 방면       |

## 역 주변
- 후지와라 다카노리 우체국
- 돗쿄 의과 대학 닛코 의료 센터
- 기누강
- 닛코 다케히 사유 메지 미술관
- 기누가와 컨트리 클럽
- 국도 제121호선
- 가고이와 온천

## 인접역
| 도부 철도 기누가와 선          | 도부 철도 기누가와 선                              | 도부 철도 기누가와 선          |
| ------------------------------ | -------------------------------------------------- | ------------------------------ |
| TN 52 오쿠와 시모이마이치 방면 | □ 쾌속 "AIZU 마운트 익스프레스" ■ 구간 급행 ■ 보통 | 고사고에 TN 54 신후지와라 방면 |